# Neoctenus eximius
Espèce
Neoctenus eximius est une espèce d'araignées aranéomorphes de la famille des Trechaleidae.

## Distribution
Cette espèce est endémique de l'État de São Paulo au Brésil,.

## Publication originale
- Mello-Leitão, 1938 : Um genero e sete especies novas de aranhas. Memórias do Instituto Butantan, vol. 11, p. 311-317.